# Obava (sídlo)
Obava, ukrajinsky Обава, maďarsky Dunkófalva, je obec v okrese Mukačevo v Zakarpatské oblasti Ukrajiny. Patří do Čynadijevské vesnické komunity. V roce 2025 zde žilo 990 obyvatel; v celé obci pak žilo 2878 оsob.

## Části obce
- Obava
- Dubyno
- Kosyno
- Čabyn[2]

## Historie
Na svahu terasy a kopce, přes který vede nová dálnice, hned vedle mostu přes silnici Čynadijovo-Obava se nachází pozdně paleolitické naleziště. Na okraji Obavy byly nalezeny čtyři bronzové poklady z pozdní doby bronzové. Dva poklady byly nalezeny na hoře Močovytsja v letech 1892 a 1928 a zahrnovaly 61 položek. Třetí poklad dvou bronzových předmětů byl nalezen v roce 1937 v zahradě ve středu obce. Čtvrtý poklad z 23 předmětů byl objeven v roce 1965. V roce 1876 byl nalezen fragment bronzového dláta v Tymkovicově traktu, nedaleko minerálního pramene.
Ves vznikla v 60. letech 16. století. Do uzavření Trianonské smlouvy byla ves součástí Uherska, poté byla součástí československé první republiky.
V roce 1930 byl zdejší dřevěný řeckokatolický chrám Nanebevzetí Panny Marie (z 18. století) zakoupen novopackým průmyslníkem Otto Kretschmerem a převezen do Nové Paky. Od roku 1945 byla obec součástí Ukrajinské sovětské socialistické republiky, která byla součástí SSSR, a nakonec od roku 1991 je součástí samostatné Ukrajiny.